# 菲什基爾 (紐約州村)
菲什基爾（英語：Fishkill）是位於美國紐約州達奇斯縣的村。

## 人口
根據2020年美國人口普查的數據，菲什基爾的面積為2.16平方千米，當中陸地面積為2.15平方千米，而水域面積為0.01平方千米。當地共有人口2166人，而人口密度為每平方千米1,003人。